# Anosibe An'ala (stad)
Anosibe An'ala is een stad in Madagaskar, gelegen in de regio Alaotra-Mangoro. De stad telt 24.703 inwoners (2005).

## Geschiedenis
Tot 1 oktober 2009 lag Anosibe An'ala in de provincie Toamasina. Deze werd echter opgeheven en vervangen door de regio Alaotra-Mangoro. Tijdens deze wijziging werden alle autonome provincies opgeheven en vervangen door de in totaal 22 regio's van Madagaskar.